# JIMIN
JIMIN（ジミン、朝: 지민、1995年10月13日 - ）は、韓国の歌手、ダンサー。韓国の7人組男性アイドルグループBTSのメンバーである。本名はパク・ジミン（韓: 박지민、漢: 朴智旻）。　

## 略歴
1995年10月13日、釜山広域市金井区金絲洞に生まれる。回東小学校と輪山中学校を卒業後、釜山芸術高等学校舞踊科へ首席で入学。成績優秀で小学校から9年間級長を務める。特に理系科目が得意で、父親はJIMINが科学高校に進学すると思っていたが、学校の課題で将来アイドルになりたいというJIMINの展望を聞き応援。
高校2年の16歳の時、Big Hit Entertainment（現 HYBE）の釜山公開オーディションを通して練習生に抜選され、ソウルへ上京した。当時の担任の先生たちは「才能がもったいない」と言ってアイドルになることを反対したという。その後、韓国芸術高等学校に転校し、2014年2月に同校を卒業。その後はグローバルサイバー大学を経て、2021年に漢陽サイバー大学大学院を卒業した。
2013年6月13日、防弾少年団（BTS）としてデビュー。
2016年10月10日に発売された韓国での2ndスタジオアルバム『WINGS』にて、初のソロ曲となる「Lie」の制作に携わる。
2018年12月31日、自作曲「약속(約束)」がSoundCloudにてサプライズ公開され、24時間内850万ストリーミングを記録した。2023年3月6日にリリースされた。
2020年2月21日発売のアルバム『MAP OF THE SOUL:7』にJIMINが作詞・作曲・プロデュースしたメンバーVとのユニット曲「Friends」が収録された。この曲は2021年11月5日公開のマーベル・スタジオ制作の映画「ETERNALS」のOSTとして採用された。マーベル制作の映画に韓国語曲が使われたのはこれが初めて。
2020年12月24日、自作曲「Christmas Love」がSoundCloud、公式YouTubeにてサプライズ公開された。2023年3月6日にリリースされた。
2021年12月6日、他のメンバーと共にj.mというユーザーネームで個人インスタグラムを開設。
2022年4月24日、韓国ドラマ「私たちのブルース」のOST「With You」に親友でもある韓国の歌手ハ•ソンウンと共に参加した。
2023年1月13日、BIGBANGメンバーSOLのデジタルシングル「VIBE (Feat. Jimin of BTS)」にフューチャリングとして参加した。
2023年1月16日、DIORのグローバルアンバサダーに就任。20日には「DIOR 2023-24 メンズコレクション」に参加。
2023年3月3日、TIFFANY & CO.のグローバルアンバサダーに就任。
2023年3月24日、初のソロアルバム『FACE』をリリース。真の自分と向き合い、率直な感情と姿が込められているアルバムになっており、タイトル曲「Like Crazy」や先行公開曲「Set Me Free Pt.2」などを含む全6曲が収録されている。メインアルバムチャートBillboard 200で２位に初登場した。Like Crazyは強烈なシンセサウンドとドラムサウンドなシンセポップジャンルの曲となっおり、K-POPソロアーティストとして初めてBillboard Hot 100で1位を記録し、Spotifyではリリース初日に663万4838回ストリーミングされ、3日目にはデイリートップソンググローバルで1位を記録した。同日「The Tonight Show Starring Jimmy Fallon」に出演し、Like Crazyを初披露した。
2023年5月18日、映画「ワイルド•スピード/ファイヤーブースト」のOST「Angel Pt.1（Feat. Jimin of BTS、JVKE＆Muni Long / FAST X Soundtrack）」に参加した。同年6月15日には続編である「Angel Pt.2（feat. JVKE, Jimin of BTS, Charlie Puth & Muni Long）」もリリースされた。
2023年9月1日、「Lady Dior Celebration」展のイベントに参加。
2023年11月22日、BTSの所属事務所BIGHIT MUSICは、JIMIN、RM、V、JUNG KOOKが兵役義務履行のための手続きを開始したと発表。同年12月12日、JUNG KOOKとともに京畿道漣川第5歩兵師団の新兵教育隊に入所し、2024年1月17日に新兵教育修了式を終えた。修了式後、軍の部隊に配属される。
2023年12月22日、ファンソング「Closer Than This」をリリース。MVにはデビューから10年間の忘れられない瞬間が盛り込まれている。
2024年7月19日、2ndソロアルバム『MUSE』をリリース。タイトル曲「Who」や先行公開曲「Smeraldo Garden Marching Band (feat. Loco)」などを含む全7曲収録。愛をテーマにインスピレーションの源泉を探求するアルバムとなっている。Whoは強烈なバウンスとギター演奏が特徴のヒップホップR&Bジャンルの曲になっており、Spotifyデイリートップソンググローバルで1位、ウィークリートップソンググローバルではニ週連続1位を記録し、アジアソロアーティスト最短で1億ストリームを達成した。Billboard HOT100では14位で初登場、翌週には12位にランクインした。
2024年7月23日、「The Tonight Show Starring Jimmy Fallon」に出演。
2024年8月8日、メンバーのJUNG KOOKとの旅行バライティ「Are You Sure?!（全8話）」がDisney+で配信開始した。撮影はニューヨークや済州島、札幌で行われた。
2025年6月11日、JIMINはJUNG KOOKとともに兵役を終え、除隊した。

## 人物
血液型はA型身長174.0cm 体重63kg家族構成は父、母、2歳年下の弟。
趣味は音楽鑑賞・アニメ鑑賞。ワンピースのゾロに憧れて、剣道を八年間習っていた。また、テコンドーの黒帯を取得した有段者でもある。
BTSではメインダンサー・リードボーカルを担当。エッジボイス、ハイトーンボイスが特徴の歌声、現代舞踊で磨かれた繊細でしなやかなキレのあるダンス。
BigHit釜山公開オーディションに合格し、BTSでは1番遅くデビューが決まったメンバーであり、練習生期間は13ヶ月という短い期間でデビューした。芸名を決める際、候補にはBaby J、Baby G、Young Kidなどがあったが、最終的に本名の”JIMIN″が採用された。
メンバーから「練習の虫」と呼ばれたほどの努力家で完璧主義。一時期は睡眠時間が2時間になるほどまで、練習に明け暮れていたという逸話も語られている。 自身のパフォーマンスに対して妥協を許さず練習を繰り返す、非常にストイックな性格である。一方で人見知りするタイプであり、メンバーのSUGAが「普段はよく喋って面白いんですけど、他の人がいるとすごく緊張して、人見知りするんですよ」と証言している。
口を尖らせたり、可愛らしい雰囲気のため″ひよこ″の絵文字で表されている。
左手人差し指にBTSの友情タトゥー7が刻まれており 、他にも左耳後ろにyouth、右脇腹にNEVER MIND、左手首に13、左肘上にYOUNG、右肘上にFOREVER、背中に5つの月が刻まれてる。

### 慈善活動
2018年2月、母校である釜山回東小学校の卒業式で、全校生徒60人にBTSのサイン入りアルバムをプレゼント。卒業式に出席した自身の父親を通して、生徒たちに手渡しされた。また、2017年と2018年の二年間、中学校に進学する卒業生たちの制服費用を全額援助した。
2019年5月、釜山広域市教育庁に1億ウォン（約900万円）を寄付した。釜山広域市教育庁は、寄付金の使い道について「釜山芸術高等学校、錦絲小学校、金谷中学校、甘泉中学校、釜山鎮女子商業高校など、釜山地域の16校の低所得層の生徒たちに支援する」と伝えた
2020年冬休み期間中、母校の釜山（プサン）芸術高等学校の全校生徒のために1,200個の机を寄付した。後輩たちを思う気持ちで行った寄付だが、自身が寄付者であることを知らせずに、冬休み中にこっそり机を交換するよう頼んだという
2020年7月、全羅南道教育庁によると、ジミンの父親は息子に代わって全羅南道教育庁を訪問し、チャン・ソクウン全南来教育財団理事長に『全南の学生たちのために使ってほしい」とし、1億ウォンの寄付金を渡した
2021年9月22日、「小児麻痺(ポリオ)」撲滅のために1億ウォン（約930万円）を寄付。
2021年10月13日、児童福祉機関「緑の傘子ども財団」に「1億ウォン(約1000万円)」以上の寄付を行った
2022年9月、江原道教育庁が運営する江原教育奨学会に奨学金を寄付。寄付額は１億ウォン（約１０００万円）ほどとされる。ＪＩＭＩＮさんは教育庁側に寄付を非公開とするよう求めていたという
2023年2月15日、国連児童基金にトルコ・シリア地震被害子ども緊急救援に賛同して1億ウォンを寄付し、高額寄付者の集まり「ユニセフ・オーナーズクラブ」に加入したことが発表された。
2023年3月24日( FACE発売日) 、忠清北道（チュンチョンブクド）教育庁に1億ウォンの寄付金を渡した。寄付は非公開で行われたが、5ヶ月が経過して善行のニュースが伝わった
2023年8月、プサン（釜山）芸術高校の後輩のために奨学金3000万ウォン（約327万円）を緑の傘財団の釜山本部に伝達した
2023年8月、釜山（プサン）南（ナム）区に故郷愛寄付金500万ウォン（約55万円）を寄付。 故郷愛寄付の返礼品も地域の貧しい隣人のために再寄付するという
2024年3月、大学生の奨学金を寄付した。釜山にある東碓大学理学療法科は、学校のウェブサイトで「BTSジミン奨学金」授賞式の写真を公開
2024年5月、生活が苦しい社会的弱者層の学生に使ってほしいと、1億ウォン（約1千万円）を寄付し、30日に開かれた奨学金伝達式には、JIMINの父が代理で出席した

## 作品

### ソロアルバム
| No. | 発売日        | タイトル | 収録曲 |
| --- | ------------- | -------- | --- |
| 1   | 2023年3月24日 | FACE     | - 01.Face-off - 02.Interlude:Dive - 03.Like Crazy - 04.Alone - 05.Set Me Free Part.2 - 06.Like Crazy English Version - 07.편지 Dear.ARMY                                        |
| 2   | 2024年7月19日 | MUSE     | - 01.Rebirth (Intro) - 02.Interlude : Showtime - 03.Smeraldo Garden Marching Band (feat. Loco) - 04.Slow Dance (feat. Sofia Carson) - 05.Be Mine - 06.Who - 07.Closer Than This |

### デジタルシングル
| No. | 発売日         | タイトル                   | 備考 |
| --- | -------------- | -------------------------- | --- |
| 1   | 2014年3月1日   | 95 Graduation              | - Lupe Fiasco の Old School Love ft. Ed Sheeranをカバー - 高校の卒業式に出席することができなかったJIMINとVがクラスメイトに宛てた曲         |
| 2   | 2014年         | Christmas Day              | - Justin BieberのMistletoeをカバー - JIMINがファン(アミ)を思いながら初めて作詞しJungkookと歌った - BTS公式YouTubeにて公開                  |
| 3   | 2017年         | We Don't Talk Anymore Pt.2 | - Charlie Puth と Selena Gomezの曲をJungkookとカバーし、Selena Gomezのパートを担当した。                                                   |
| 4   | 2018年12月31日 | Promise                    | - 初の作詞・作曲 - BTS公式Sound cloudにて公開 - 2023年3月6日 official release                                                              |
| 5   | 2020年12月24日 | Christmas Love             | - 作詞・作曲 - Army（BTSのファンの名称）へのクリスマスプレゼントとしてBTS公式YouTube とSound cloudにて公開 - 2023年3月6日 official release |
| 6   | 2022年8月5日   | Bad Decisions              | - benny blancoとJIN、JIMIN、JUNGKOOK、Vのコラボ                                                                                            |

### その他のソロ曲
| 発売日         | タイトル    | 収録アルバム              |
| -------------- | ----------- | ------------------------- |
| 2016年10月10日 | Lie         | WINGS                     |
| 2018年5月18日  | Serendipity | LOVE YOURSELF 承 'Her'    |
| 2020年2月21日  | Filter      | MAP OF THE SOUL: 7、Proof |

### クレジット曲
| 発売日         | タイトル                                   | 収録アルバム       |
| -------------- | ------------------------------------------ | ------------------ |
| 2013年6月12日  | Outro: Circle Room Cypher                  | 2 COOL 4 SKOOL     |
| 2015年4月29日  | フンタン少年団(Boyz with Fun)              | 花様年華 pt.1      |
| 2016年10月10日 | Lie                                        | WINGS              |
| 2020年2月21日  | Friends                                    | MAP OF THE SOUL: 7 |
| 2020年11月20日 | Dis-ease                                   | BE                 |
| 2020年11月20日 | Skit                                       | BE                 |
| 2022年6月10日  | Boyz with Fun (Demo Ver.)                  | Proof              |
| 2018年12月31日 | Promise                                    |                    |
| 2020年12月24日 | Christmas Love                             |                    |
|                | In The Soop                                |                    |
| 2023年1月13日  | VIBE (Feat. Jimin of BTS)                  |                    |
| 2023年3月23日  | Face-off                                   | FACE               |
| 2023年3月23日  | Like Crazy                                 | FACE               |
| 2023年3月23日  | Set Me Free Part.2                         | FACE               |
| 2023年3月23日  | Alone                                      | FACE               |
| 2023年3月23日  | Letter                                     | FACE               |
| 2024年7月19日  | Rebirth (Intro)                            | muse               |
| 2024年7月19日  | Interlude : Showtime                       | muse               |
| 2024年7月19日  | Smeraldo Garden Marching Band (feat. Loco) | muse               |
| 2024年7月19日  | Slow Dance (feat. Sofia Carson)            | muse               |
| 2024年7月19日  | Be Mine                                    | muse               |
| 2024年7月19日  | Closer Than This                           | muse               |

### OST
| 発売日        | タイトル |                                  |                          |
| ------------- | -------- | -------------------------------- | ------------------------ |
| 2022年4月22日 | With You | 『私たちのブルース』のOST Part.4 | ハ・ソンウンとのコラボ曲 |

### ミュージックビデオ
| No. | 公開日         | 楽曲                                       | 投稿元          |
| --- | -------------- | ------------------------------------------ | --------------- |
| 1   | 2023年1月13日  | VIBE (feat. Jimin of BTS)                  | THE BLACK LABEL |
| 2   | 2023年3月17日  | Set Me Free Pt.2                           | HYBE LABELS     |
| 3   | 2023年3月24日  | Like Crazy                                 | HYBE LABELS     |
| 4   | 2023年12月22日 | Closer Than This                           | HYBE LABELS     |
| 5   | 2024年6月28日  | Smeraldo Garden Marching Band (feat. Loco) | HYBE LABELS     |
| 6   | 2024年7月19日  | Who                                        | HYBE LABELS     |

## 受賞歴
※ノミネートは除く
2023年度
- Asian Pop Music Awards - Top 20 Albums of the Year 「Face」
- The Fact Music Awards - Idolplus Popularity Award
- MAMA AWARDS - 最優秀男性歌手賞

2024年度
- Hanteo Music Awards - 今年のアーティスト賞(本賞)、グローバルアーティスト賞(南米)、グローバルアーティスト賞(オセアニア)
- MAMA AWARDS - 今年のワールドワイドアイコン賞(大賞)、Fans’ Choice Male TOP 10
- MTVヨーロッパ・ミュージック・アワード - 最優秀K POP賞
- ソウル歌謡大賞 - 本賞

2025年度
- iHeartRadio Music Awards - Kpop Song of the Year
- ソウル歌謡大賞 - 韓流特別賞

## その他
音楽チャート
- Billboard Hot 100 - 1位「Like Crazy」(2023年)
- Billboard 200 - 2位「FACE」（2023年）
- Billboard 200 - 2位「Who」（2024年）
- Billboard Global 200 - 1位「Who」（2024年）
- Global Excl. U.S. - 1位「Who」（2024年）

アンバサダー
- ディオール - グローバル・アンバサダー　2023年1月-
- ティファニー - 2023年3月-